# 龙溪路站
龙溪路站位于中华人民共和国上海市长宁区虹桥路与龙溪路交叉口，是上海地铁10号线的地铁车站，2010年4月10日启用。

## 车站结构

### 车站楼层
| 地面层   | 出入口                        | 1-4出入口                                               |                    |                    |
| 地下一层 | 站厅                          | 票务服务、自动售票机、人工服务台                        |                    |                    |
| 地下二层 | 侧式站台，右侧开门            | 侧式站台，右侧开门                                      | 侧式站台，右侧开门 | 侧式站台，右侧开门 |
|          | ①站台                         | █ 10号线 往虹桥火车站（上海动物园）或航中路（龙柏新村） |                    |                    |
|          |                               | █ 10号线 存车线                                         |                    |                    |
|          | ②站台                         | █ 10号线 往基隆路（水城路）                             |                    |                    |
|          | 岛式站台，↑右侧开门 ↓左侧开门 |                                                         |                    |                    |
|          | ③站台                         | █ 10号线 往基隆路（水城路）                             |                    |                    |

### 站台
龙溪路站站台位于地下二层，设有一座岛式站台和一座侧式站台。岛式站台两侧均停靠往基隆路方向列车。其中由龙柏新村方向开来的列车会停靠南侧站台，由上海动物园方向开来的列车会停靠北侧站台。列车进站前会有广播通告停靠站台。
龙溪路站侧式站台宽1.5米，则供10号线西向列车使用，由于线路的主线和支线在龙溪路站西侧开始分岔，因此有许多乘客会选择在龙溪路下车换乘。

### 车站出口
龙溪路站共有4个出入口，各出入口如下所示：
| 出口编号            | 出口指示       | 照片 |
| ------------------- | -------------- | ---- |
| 1 · 出口            | 虹桥路         |      |
| 2 · 出口            | 虹桥路，虹梅路 |      |
| 3 · 出口 · （设有） | 虹桥路         |      |
| 4 · 出口            | 虹桥路         |      |
| 图例： 设有         |                |      |